# Хум Стубички
Хум Стубички је насељено место у саставу општине Горња Стубица у Крапинско-загорској жупанији, Хрватска. До територијалне реорганизације у Хрватској налазио се у саставу старе општине Доња Стубица.

## Становништво
На попису становништва 2011. године, Хум Стубички је имао 580 становника.

## Попис1991.
На попису становништва 1991. године, насељено место Хум Стубички је имало 637 становника, следећег националног састава:
| Попис 1991.‍ | Попис 1991.‍ | Попис 1991.‍ | Попис 1991.‍ | Попис 1991.‍ |
| ----------- | ----------- | ----------- | ----------- | ----------- |
|             |             |             |             |             |
| Хрвати      | Хрвати      |             | 627         | 98,43%      |
| Југословени | Југословени |             | 4           | 0,62%       |
| непознато   | непознато   |             | 6           | 0,94%       |
| укупно: 637 |             |             |             |             |